# Gare de Golfe-Juan-Vallauris
La gare de Golfe-Juan-Vallauris est une gare ferroviaire française de la ligne de Marseille-Saint-Charles à Vintimille (frontière), située à proximité du centre de la station balnéaire de Golfe-Juan sur le territoire de la commune de Vallauris, dans le département des Alpes-Maritimes en région Provence-Alpes-Côte d'Azur.
C'est une gare de la Société nationale des chemins de fer français (SNCF), desservie par des trains TER Provence-Alpes-Côte d'Azur.

## Situation ferroviaire
Établie à 4 m d'altitude, la gare de Golfe-Juan-Vallauris est située au point kilométrique (PK) 199,169 de la ligne de Marseille-Saint-Charles à Vintimille (frontière), entre les gares de Cannes et de Juan-les-Pins.

## Fréquentation
De 2015 à 2023, selon les estimations de la SNCF, la fréquentation annuelle de la gare s'élève aux nombres indiqués dans le tableau ci-dessous.
| Année                     | 2015    | 2016    | 2017    | 2018    | 2019    | 2020    | 2021    | 2022    | 2023    |
| ------------------------- | ------- | ------- | ------- | ------- | ------- | ------- | ------- | ------- | ------- |
| Voyageurs                 | 309 030 | 298 891 | 345 442 | 315 547 | 366 150 | 205 498 | 291 411 | 372 400 | 450 620 |
| Voyageurs + non voyageurs | 386 288 | 373 614 | 431 803 | 394 434 | 457 687 | 256 873 | 364 264 | 465 500 | 563 275 |

## Service des voyageurs

### Accueil
Gare SNCF, elle dispose d'un bâtiment voyageurs ouvert toute la semaine, avec un guichet ouvert en semaine. Elle est équipée d'automates pour l'achat de titres de transport.

### Desserte
Golfe-Juan-Vallauris est desservie par des trains TER PACA qui effectuent des missions entre les gares des Les Arcs - Draguignan et de Vintimille.

### Intermodalité
Un parking pour les véhicules est aménagé.